# 砂漠化

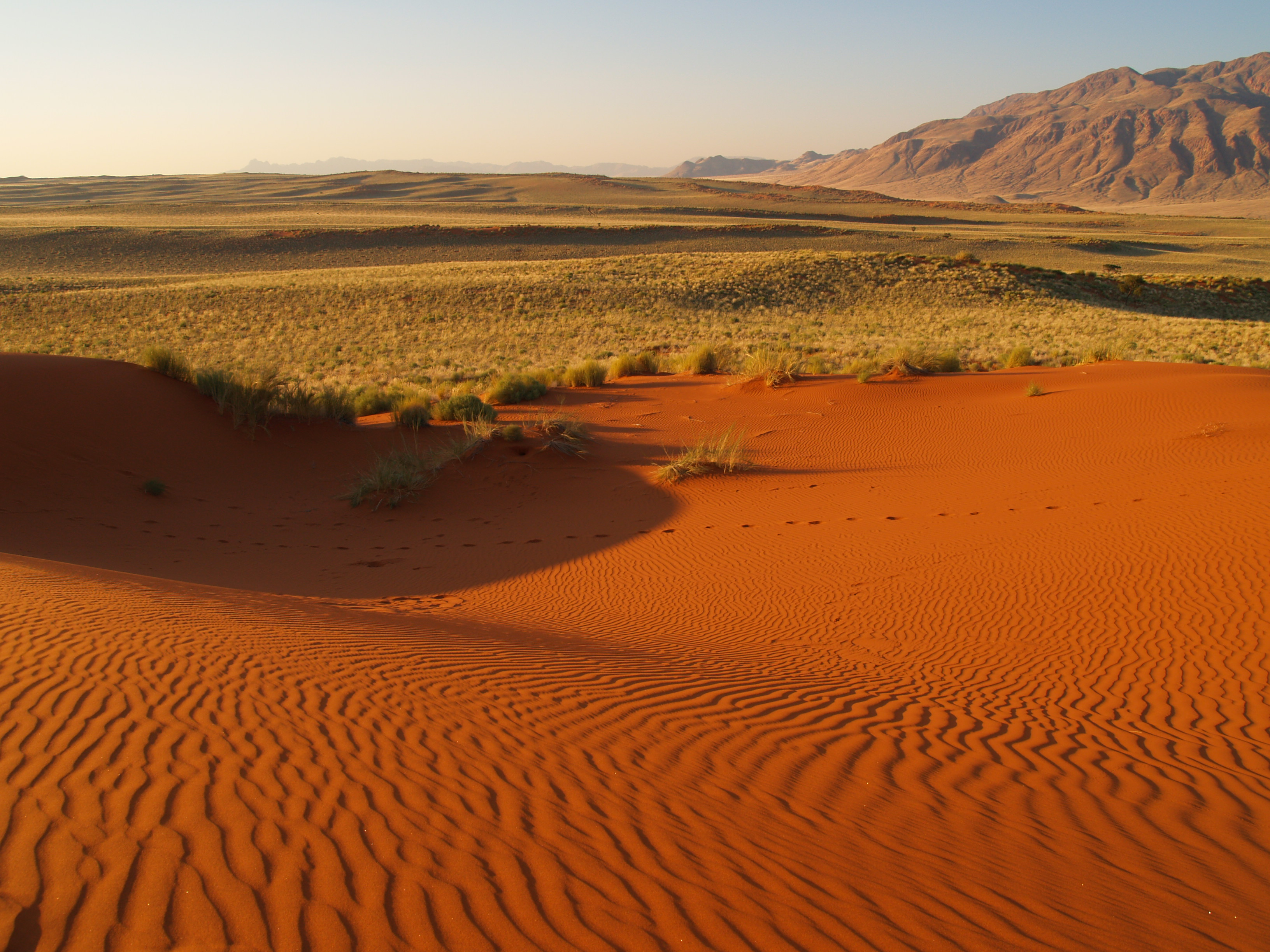
ナミビアのナミブ砂漠

砂漠化（さばくか）とは、もともと植生に覆われた土地が、不毛地になっていく現象をいう。
また、ここでいう砂漠は「植物の生育や農業に適さない土地」といった意味が強く、かならずしも乾燥した地域を意味する砂漠気候の「砂漠」を意味しない。
もともと豊かだった土地が不毛地になっている。
一例として、雨が極端に多いために表面土壌が流されて植物が育たなくなったり、適度な雨や灌水、移流霧などの水分の供給があっても流砂や低温、塩化により砂漠化してしまうことがある。
乾燥帯の移動など気候の変化による自然現象としての砂漠化もあるが、人為的かつ大規模な農耕の末に砂漠化してしまった地域は、気候の変化、土壌流出など地表の構造が崩れることから、植生の復活が困難になる例が多い。
砂漠化した土地に緑の植生を取り戻す活動を緑化という。またもともと砂漠であった土地の緑化は砂漠緑化という。ただし、砂漠緑化の失敗を指して砂漠化とは、通常は呼ばない。

## 砂漠化の主な種類

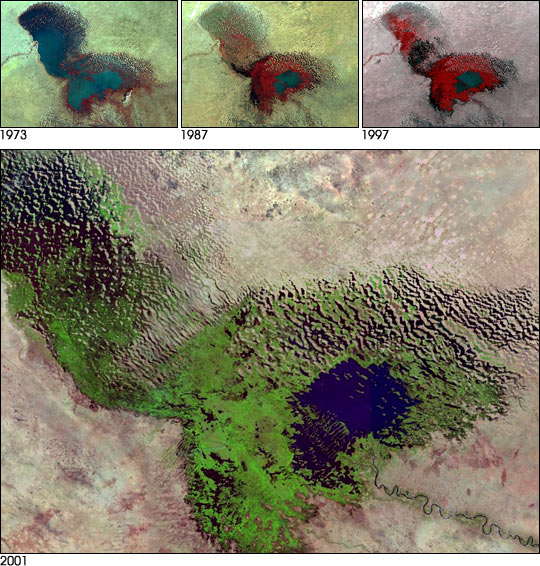
縮小するチャド湖。1960年代から2000年にかけて、湖の面積の94%が失われた。

砂漠化の過程は砂漠化が進行している地域によってそれぞれ異なるが、主なものとして土壌流出、塩性化、飛砂がある。
土壌流出
有機物などの養分を含み農作物が育つことのできる土壌が雨や洪水などにより流出すること。風化が進んでいない基盤が露出し保水性も失われる。インドや中東、黄土高原などで見られる。また、雨量が多い地域での焼畑農業なども、保水植生が失われるために同様の過程を経る。

塩性化
土壌中における塩類濃度が上昇し、植物が育成できなくなること。
塩類を含む水が土壌から外部へ流出する量よりも蒸散量のほうが多い場合に塩類の地表への上昇によって発生する。塩類に富む客水で灌漑でもたらされる場合と、もともとの塩類土壌が表面から水だけが蒸散することにより深部から上ってくる場合とがあるが、いずれも土壌表層に塩類が滞留（塩類集積）してしまう。
塩類集積が進行した地面はコンクリートに近い性質を持つため農作業にも困難をきたす。そのためしばしば耕作や放牧、土地利用そのものが放棄されることがある。アラル海周辺など中央アジアのステップ開発地帯のいくつかで見られる。

流砂、飛砂
周辺にあった砂丘から砂漠ではない地域に砂が流れ込み、表土を覆ってしまって砂漠の一部としてしまうこと。この場合は表層の砂を除去することで再生は比較的容易であるので、防砂が主な対策となる。オーストラリアで顕著だが研究も進んでいる。

自転軸の移動
サハラ砂漠の場合、かつては緑あふれる土地だったが、およそ2万5,800年周期で発生する地球の歳差運動により地軸が回転し、5,000年前に降雨地域が南に移動したことによりサハラが乾燥し始めたことが原因とされる。

## 砂漠化した地域とその原因

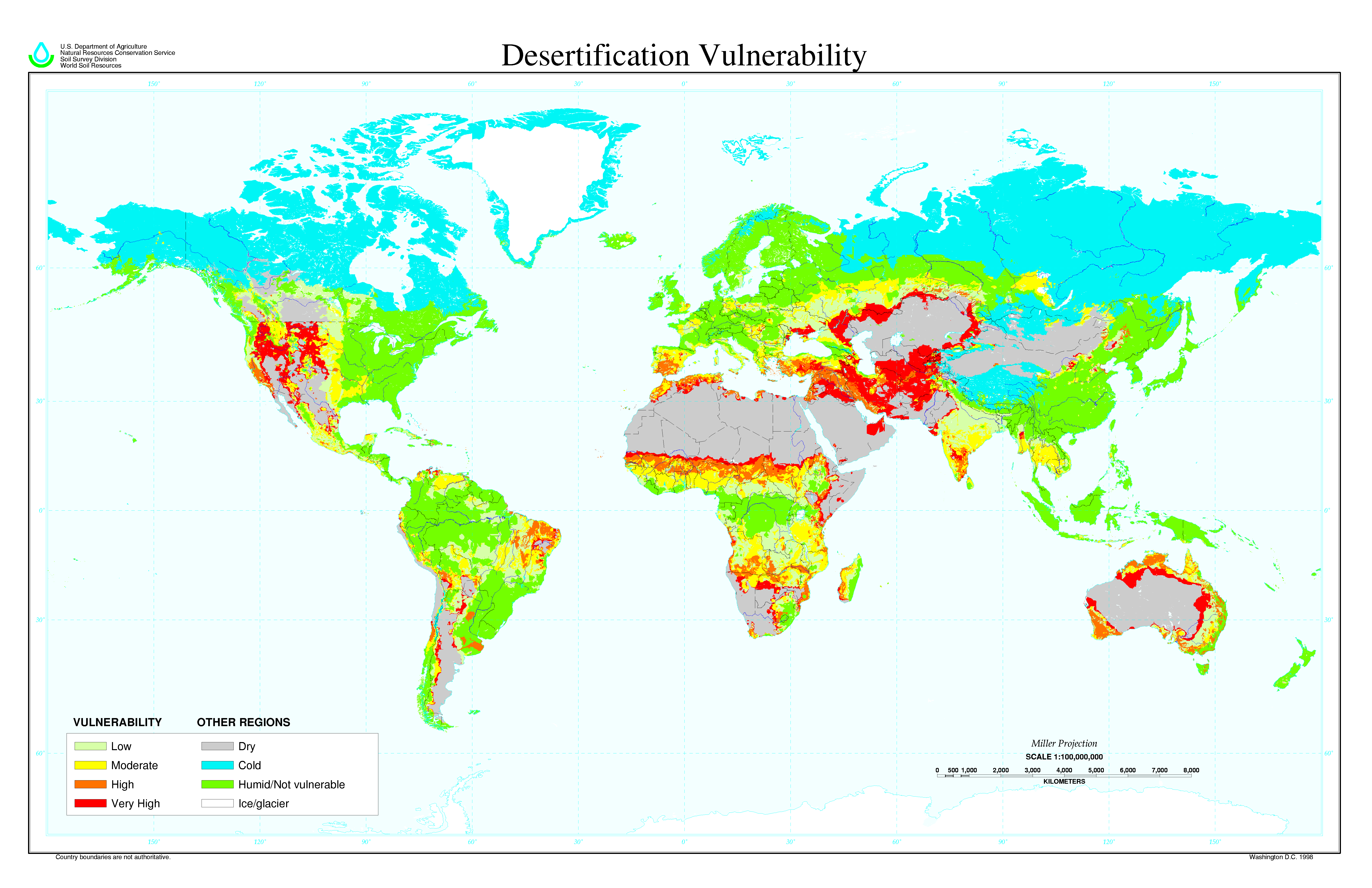
世界の砂漠化危険度マップ

中東、特にメソポタミア（現在のイラク）は、農業が始められた最初の文明が起きた地域といわれている。ここは緑が豊かで土壌も肥えていたが、過度な農業活動により土壌が渇いていったことと、河の上流にあった森林の伐採によって上流に降った雨が一気に河に流れ込むことにより洪水が発生し、下流の表土を流し去った。また、灌漑によって表土の塩性化を招いた。さらには上流からアルカリ性の土砂が流れ込み、植物の成育に向かなくなった。
同様のプロセスはエジプトやインダス河流域でも起きている。インダス河流域に発達したインダス文明は、メソポタミア文明(シュメール)との交流が強く、同様の農業活動を行なったと思われる。森林は焼き煉瓦を作るために伐採された。
農耕地帯ではしばしば土壌の維持や再生力を無視した大規模な農地開発が行われ、結果的に「砂漠化」を招いた例がある。
モザンビークの砂漠化は、砂嵐などによる砂丘での砂の移動によって悪化しており、環境上の特徴や、地球温暖化を含む気候変動など、複数の要因によって砂漠化が加速している。
- インドにおける焼き煉瓦生成のための森林の大規模な伐採。多くの地域では当時の地層に含まれる有機物の量がほとんどゼロに近い。
- 米国におけるダストボウル。
- 中国における大躍進政策の失敗　→中国の砂漠化問題。
- ソ連における自然改造計画によるアラル海環境悪化。
- 北朝鮮の主体農法の失策。
- 南アメリカ、オセアニアなどの熱帯雨林における焼畑農業。
- サヘル地域（サハラ砂漠南方）における家庭用燃料の採取（潅木の伐採）、過放牧。